# HolyHell (album)
HolyHell è il primo album in studio dell'omonima band power metal.
Il disco è stato prodotto da Joey DeMaio dei Manowar e pubblicato il 26 giugno 2009 dalla Magic Circle Music. È il successore del loro EP del 2007 Apocalypse.

## Tracce
1. Wings of Light – 5:03
2. Prophecy – 4:54
3. Revelations – 5:47
4. Eclipse – 5:32
5. The Fall – 5:48
6. Angel of Darkness – 6:26
7. Holy Water – 5:12
8. Mephisto – 3:59
9. Gates of Hell – 5:45
10. Resurrection (Godgory cover) – 6:30
11. Last Vision – 5:40
12. Apocalypse – 4:05
13. Armageddon – 6:12

## Formazione
- Maria Breon - voce
- Joe Stump - chitarra
- Jay Rigney - basso
- Francisco Palomo - tastiere
- Kenny Earl "Rhino" Edwards - batteria